# Werchnje Wodjane
Werchnje Wodjane (ukrainisch Верхнє Водяне; russisch Верхнее Водяное Werchneje Wodjanoje, slowakisch Vyšná Apša, ungarisch Felsőapsa) ist ein Dorf im Südosten der ukrainischen Oblast Transkarpatien mit etwa 5200 Einwohnern (2022) auf einer Höhe von 280–320 m.
Am 12. Juni 2020 wurde das Dorf ein Teil neu gegründeten Siedlungsgemeinde Welykyj Bytschkiw im Rajons Rachiw; bis dahin bildete es zusammen mit dem nördlich gelegenen Dorf Strymba (Стримба) die Landratsgemeinde Werchnje Wodjane (Верхньоводянська сільська рада/Werchnjowodjanska silska rada).
Das in der Karpatenukraine in der historischen Region Maramureș gelegene Dorf entstand im 14. Jahrhundert und trug im Laufe der Zeit verschiedene Namen wie Felso Apsa, Apsa de Sus, Horna Apsa und bis zum 25. Juni 1946 Werchnja Apscha (Верхня Апша).
Das Dorf liegt auf 280 bis 320 Meter Höhe am Ufer der Apschyzja, einem 39 km langen Nebenfluss der Theiß. 5 Kilometer flussabwärts liegt das Dorf Serednje Wodjane und etwa 5 Kilometer südlich von Werchnje Wodjane befindet sich an der Fernstraße N 05 die Siedlung städtischen Typs Welykyj Bytschkiw.
Das Rajonzentrum Rachiw liegt etwa 40 km über Straße nordöstlich und das Oblastzentrum Uschhorod etwa 170 km nordwestlich von Werchnje Wodjane.